# Mamestra omicron
Mamestra omicron är en fjärilsart som beskrevs av Geoffrey 1785. Mamestra omicron ingår i släktet Mamestra och familjen nattflyn. Inga underarter finns listade i Catalogue of Life.